# リチャード・フィッツアラン (第8代アランデル伯)
第8代（初代）アランデル伯リチャード・フィッツアラン（Richard Fitzalan, 8th (1st) Earl of Arundel, 1267年2月3日 - 1302年3月9日）は、イングランド貴族、軍人。

## 出自
リチャードは第7代アランデル伯ジョン・フィッツアランと、初代ウィグモア男爵ロジャー・モーティマーとモード・ド・ブローズの娘イザベラ・モーティマーの息子である。父方の祖父母は第6代アランデル伯ジョン・フィッツアランとモード・ル・ボティラーである。
リチャードはウェールズ辺境地方のクランおよびオスウェストリーの領主であった。1289年にアランデル伯に叙せられた。また、1289年にイングランド王エドワード1世により騎士とされた。

## ウェールズ、ガスコーニュ、スコットランドにおける戦い
1288年から1294年にかけてウェールズ戦争に従軍し、ウェールズのカステル・イ・ベーレ城（現在のタウィン近郊）がマドッグ・アプ・ルウェリンに包囲された際に活躍した。包囲を解かせるために派遣された軍を指揮したほか、ウェールズにおける数々の戦いにも参加した。1295年から1297年にかけてはガスコーニュ、さらに1298年から1300年にかけてはスコットランドの戦いにも参加した。

## 結婚と子女
リチャードは1285年より前に、イタリアにおいてサルッツォ侯トンマーゾ1世の娘アリス・ディ・サルッツォ（アリーチェ・ディ・サルッツォ）と結婚し、以下の子女が生まれた。
- エドマンド（1285年 - 1326年） - 第9代アランデル伯
- ジョン - 聖職者
- アリス - 第3代セグレイヴ領主スティーブン・ド・セグレイヴと結婚
- マーガレット - ウィリアム・ル・ボティラー（バトラー）と結婚
- エレノア（1284年頃 - 1328年） - 初代パーシー男爵ヘンリー・パーシーと結婚

## 埋葬
リチャードとその母イザベラは、フィッツアラン家と長年深い関わりのあるホーモンド修道院に一緒に埋葬されている。